# Love in me
Love in Me은 대한민국의 가수 민해경의 1992년 발매한 정규 12집이다. 윤상, 손무현, 신해철, 오태호 등 쟁쟁한 가수 및 작곡가가 참여한 앨범이다. 활동곡은 어제와 같은 사랑이다.

## 앨범의 특징
아픈 이름의 사랑은 이후 1993년, 같은 소속사였던 모노가 카사블랑카에서로 리메이크를 하였고, 1995년에 낸 민해경 자신의 독집에도 식어가는 그리움이라는 노래로 제목을 바꾸어 리메이크를 하였다.
동화 속 사랑은 1994년 MBC 드라마 종합병원 OST에서 이신이 애상이라는 노래로, 강수지의 가사로 재취입됐으며,
표정없는 사랑은 1992년 MBC 드라마 우리들의 천국 OST 겸 이주원 독집으로 나온 앨범에 사랑할 수 없는지라는 노래로 재취입되었다.

## 트랙 리스트
| #   | 제목                 | 작사   | 작곡   | 편곡   | 재생 시간 |
| --- | -------------------- | ------ | ------ | ------ | --------- |
| 1.  | 〈프롤로그〉         | 민해경 | 신해철 | 신해철 | 2:00      |
| 2.  | 〈서툴렀던 사랑〉    | 신해철 | 신해철 | 신해철 | 3:50      |
| 3.  | 〈나의 사랑〉        | 이주호 | 이주호 | 손무현 | 3:56      |
| 4.  | 〈부끄러운 사랑〉    | 오태호 | 오태호 | 강인원 | 4:16      |
| 5.  | 〈아픈 이름의 사랑〉 | 김경아 | 박정원 | 박정원 | 4:17      |
| 6.  | 〈동화 속 사랑〉     | 배영진 | 윤상   | 윤상   | 4:37      |
| 7.  | 〈쉽게 다가온 사랑〉 | 신해철 | 신해철 | 신해철 | 3:51      |
| 8.  | 〈어제와 같은 사랑〉 | 강인원 | 강인원 | 강인원 | 3:41      |
| 9.  | 〈표정 없는 사랑〉   | 고은경 | 손무현 | 손무현 | 3:33      |
| 10. | 〈에필로그〉         | 민해경 | 강인원 | 강인원 | 1:30      |

## 같이 보기
- 민해경 디스코그래피